# Юньнань-Гуйчжоуское нагорье
Юньна́нь-Гуйчжо́уское наго́рье (кит. 云贵高原 — Юньгуйгаоюань) — плато на востоке Азии, в южной части Китая. Расположено большей частью в провинциях Юньнань и Гуйчжоу. Длина нагорья — 1000 км, ширина — до 400 км, площадь составляет около 500 тыс. км². Выделяются две области плато — Юньнаньское нагорье на западе и Гуйчжоуское нагорье (более высокое) на востоке. На севере высоты постепенно снижаются и переходят в Сычуанскую впадину, а на юге соединяется с горной системой Наньлин.
В западной части расположены хребты, имеющее среднюю высоту 2000 м с вершинами до 4000 м и переходящие на севере в Сино-Тибетские горы. На востоке расположены низкие массивы и небольшие хребты с высотами до 1200 м, разрезанные ущельями рек. Крупнейшие реки: Янцзы, Меконг, Салуин, Хонгха.
Климат плато тропический муссонный, который в связи с высотностью коррелируется — выравнивая среднегодовые температуры и увеличивая количество атмосферных осадков. Нагорье сложено разнообразными кристаллическими породами и известняками, которые легко поддаются эрозии, создавая живописные карстовые пейзажи: «С ними связаны так называемые каменные леса, где скалы, похожие на гигантские деревья, образуют непроходимые чащи; местами они напоминают развалины древних башен и строений». Природные красоты с древности привлекали к горной системе внимание художников. Нагорье находится в зоне сейсмической активности и подвержено разрушительным землетрясениям. Является ценным источником цветных металлов, фосфоритов. 
Сложный рельеф и карстовые процессы препятствуют развитию региона. Сельское хозяйство развивается вдоль долин рек и требует орошения. Животноводство приурочено к хорошей пастбищной базе — развито выращивание крупного рогатого скота и овец. Слабая хозяйственная освоенность способствовала сохранению естественной растительности и животного мира. Флора представлена хвойными лесами состоящими из юньнаньской сосны вперемешку с частью куннингамии, кедра крупночешуйчатого. В долинах распространены дуб, клён, магнолия, камфорное дерево. На территории Вэйнин-И-Хуэй-Мяоского автономного уезда расположено карстовое пресноводное озеро Цаохай. С 1985 года территория вокруг него объявлена заповедником провинциального значения, а с 1992 года — заповедником национального значения. Оно является крупнейшим и важнейшим заболоченным регионом юга Китая, оказывающим значительное воздействие на климат юго-западных регионов и даже всей страны. В Китае оно известно как «сверкающая жемчужина» Юньнань-Гуйчжоуского нагорья.